# Botos Ferenc
Botos Ferenc (Budapest, 1949. április 4. – 2013. április 21.) röplabdázó, edző, sportvezető.

## Pályafutása
Botos Ferenc és Dózsa Ida gyermekeként született. 1967-ben a Fáy András Gimnáziumban érettségizett. 1972-ben a Testnevelési Főiskolán testnevelő tanár oklevelet, majd 1980-ban ugyanitt röplabdaszakedzői diplomát szerzett.
1964 és 1968 között a Bp. Honvéd, 1968 és 1972 között a TFSE, 1972 és 1975 között a Vasas röplabdázója volt.
1972 és 1978 között testnevelő tanárként is dolgozott.
1976 és 1978 között a magyar ifjúsági válogatott edzője volt. 1978 és 1984 között a Bp. Honvéd férficsapatának a vezetőedzőjeként tevékenykedett. 1984–85-ben a Magyar Röplabda Szövetség országos szakfelügyelője volt. 1985 és 1987 között a férfi válogatott szövetségi kapitánya volt. 1987 és 1990 között az Újpesti Dózsa férfi és női csapatának a vezetőedzője volt egyszerre. Az 1989–90-es idényben mindkét együttessel bajnok lett. Az egyetlen magyar röplabdaedző, aki ugyanabban az évben a férfi és a női bajnokságban is nyerni tudott. 1991–92-ben már csak a férfi csapatnál dolgozott. 1992–93-ban a női válogatott szövetségi kapitánya volt. Edzősködött még a Tungsram női csapatánál és vidéken Nyíregyházán, Kazincbarcikán valamint Jászberényben. Külföldön Kuvaitban és Ausztriában tevékenykedett. Halála előtt a Sümeg élvonalbeli férficsapatánál tevékenykedett.
Edzőként hét bajnoki aranyérmet és két magyar kupa-győzelmet szerzett a csapataival.

## Sikerei, díjai

### Edzőként
Bp. Honvéd
- Magyar bajnokság
  - bajnok: 1980, 1981
  - 2.:  1979
  - 3.: 1981–82, 1983–84
- Magyar kupa (MNK)
  - 2.: 1979, 1980, 1982–83
  - 3.: 1981, 1981–82, 1983–84

 Újpesti Dózsa, férfi csapat
- Magyar bajnokság
  - bajnok: 1989–90, 1990–91
  - 2.:  1987–88
- Magyar kupa
  - győztes: 1988–89

 Újpesti Dózsa, női csapat
- Magyar bajnokság
  - bajnok: 1989–90
  - 2.:  1987–88
- Magyar kupa
  - 2.: 1987–88, 1989–90